# 禮物
禮物，也稱禮品，通常是人和人之間互相贈送的物品。而目的是為了取悦對方，或表達善意、敬意。禮物也用來慶祝節日或重要的日子，比如情人節的禮物或生日禮物。
禮物也可以是非物質的。中國古代有“千里送鹅毛，禮輕情義重”的說法，表示禮物的價值在於送禮者的善意和心意，而非禮物本身的價值。尤其是定情信物。

## 禁忌

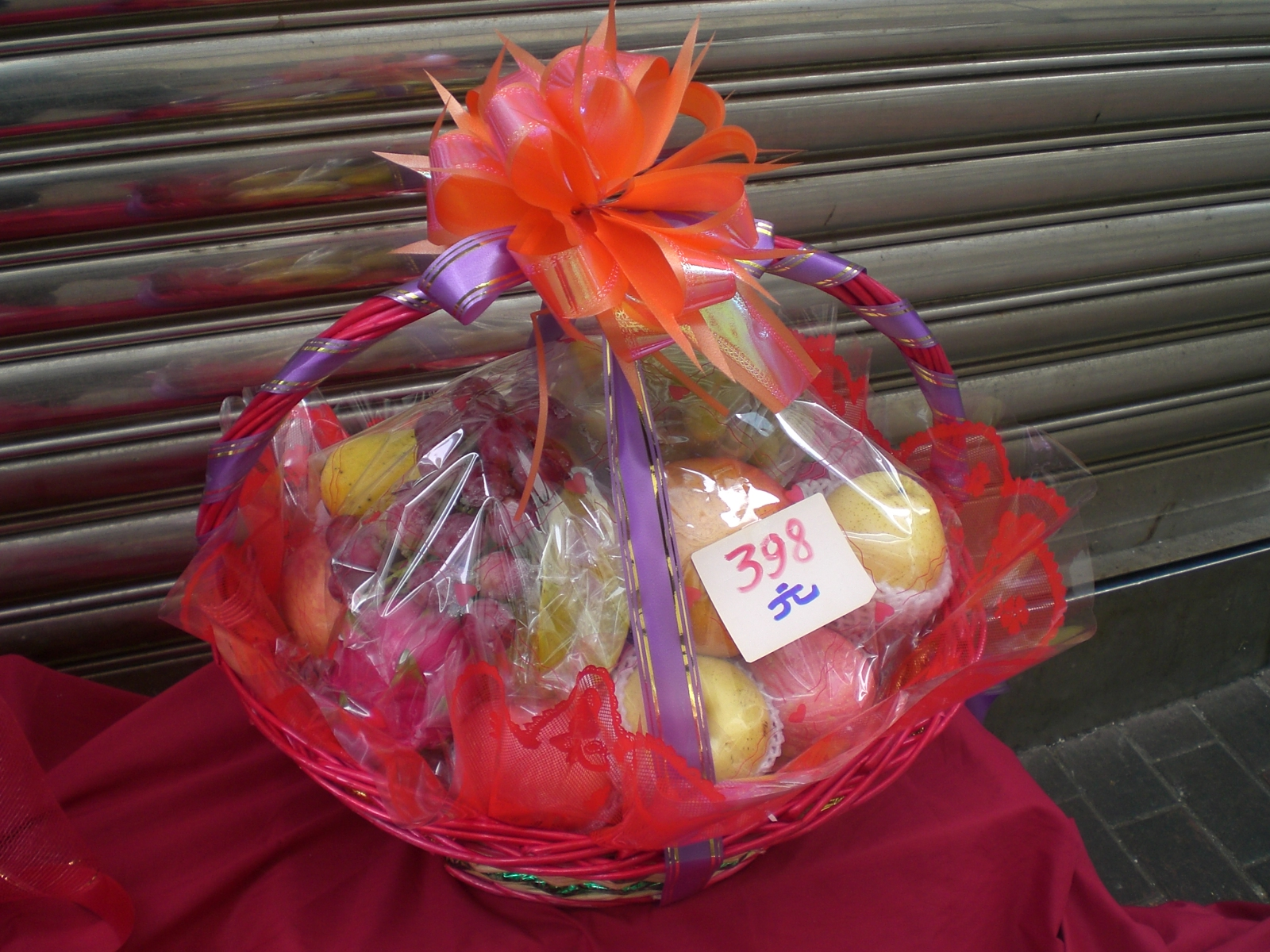
水果籃

世界各地都有送禮習慣，但送禮時的禁忌可能隨文化或信仰而異。

### 中華文化
中華俗諺說「禮多人不怪」，以送禮為聯絡感情的最佳途径之一，尤其拜訪久違的親朋好友，會挑選伴手禮當作禮物的心意，更是能快速拉近情感的方式之一，不過華人對禮物的款式種類，頗有所禁忌。一般情況下，不會把鐘、手帕、毛巾、梨、鞋、傘、草蓆等等作為禮物，也可能象徵性地收取一塊錢視為一種承諾與信賴。
- 送鐘意謂「送終」。
- 鞋意謂「遠別」，或說「鞋，諧音邪；不吉祥」。
- 草蓆、竹蓆意謂「裹屍」。
- 手帕、毛巾意謂「拭淚」（唯獨喪家可送）。一說閩南語中，毛巾又稱「長巾」，與「斷根」諧音，表示一切厄運到此為止[1]。
- 梨意謂「分離」。古時的華人，不會把梨切片喫，因為「分梨」與「分離」音同；遇此情況可象徵性收一兩角錢，以示交易而非贈送，近年遵循者已少。探病則有人會送梨，解曰「離病」。
- 傘意謂「分散」。
- 書意謂「輸」。（對賭博者而言）
- 棺材意谓「升官发财」（中国大陆某些南方地区有此一说，其他地区则多为“不吉利”“死人”“诅咒”）。
- 剪刀、菜刀意謂 「一刀兩段」。
- 菊花意謂 「送給死人的花」，菊花是可以放得久的意思。

### 在日本
- 唸珠意謂「咒人早死」
- 盆栽不可送住院的病人，意謂「咒人病重，會住院很久」

## 禮品市場
禮品市場是商品市場之一，其中買家不是用家，買家為取悅用家而採購，例如情人節、母親節、父親節、聖誕節等節日禮品市場。商务礼品是商务活动中赠送的礼品。商家經常將商品捆綁贈品促銷出售。
隨著客製化潮流的盛行，近期來許多商務禮品、活動禮品、廣告宣傳禮贈品都漸漸以客製化專屬的禮品為走向。

## 企業禮品
企業禮品主要用來贈送給與公司有商業往來行為的客戶、供應商，或是對於公司有貢獻的員工等。目的是讓收禮者感受到公司對其重視與感謝之意。由於是商業用途，因此禮物通常會經過客製化的程序，例如在禮物表面或包裝上印刷公司商標，除了讓收禮者記得贈送方，對於其他人也產生宣傳的效果。
企業禮品通常用在下列場合：
- 行銷活動：入會禮、滿額禮
- 股東大會：股東會紀念品
- 員工慶生會
- 周年慶
- 展覽：展場贈品、展覽文宣品
- 開幕: 來店禮
- 新產品發表：公關禮
- 董事會：董事會成立／董事會改選
- 過年／中秋節／端午節／尾牙